# Páll Mónika
Páll Mónika (1986. február 5. – 2015. április 25.) magyar színésznő.

## Élete és pályafutása
Első szerepe az Arcvonal Irodalmi Kávézó Sirály előadásában Mása volt. 2007-től a Kaposvári Egyetem Művészeti Karának színművész hallgatója. Mohácsi János osztályába járt. 2010-ben a Nemzeti Színházban volt gyakorlaton, amikor egy próba során rosszul lett. 2010 szeptemberében műtötték először rosszindulatú agydaganattal. A műtét sikeres volt. Ezt követően gyógyultan élt, de 2012-ben nem tudott az egyetemen osztályával diplomázni. 2014. február 21-én másodszor is műteni kellett. 2014. május 21-én  a Nemzeti Színházban gálaestet rendeztek, melynek bevételét németországi gyógykezelésére ajánlottak fel. Közben írta diplomamunkáját a Gyógyító Művészetről.
2015. április 25-én hosszan tartó súlyos betegség után elhunyt.

## Színpadi szerepei
- Csehov: Sirály....Mása
- Bulgakov: Biborsziget
- Andersen: A kis hableány....Melani, a legkisebb tengeri hableány
- Fielding: Tom Jones
- Móricz: Nem élhetek muzsikaszó nélkül
- Csárdásmiska
- Csehov.zip
- Füst a szemében – Cseh Tamás-est
- Shakespeare: Ahogy tetszik